# Chezala absona
Chezala absona är en fjärilsart som beskrevs av Turner 1917. Chezala absona ingår i släktet Chezala och familjen praktmalar, Oecophoridae. Inga underarter finns listade i Catalogue of Life.